# Eualcides
Eualcides ou Eualkides (? — 498 a.C.) foi um militar grego comandante da Erétria, morto em 498 a.C., durante a Batalha de Éfeso